# Liste der Kulturgüter in Subingen
Die Liste der Kulturgüter in Subingen enthält alle Objekte in der Gemeinde Subingen im Kanton Solothurn, die gemäss der Haager Konvention zum Schutz von Kulturgut bei bewaffneten Konflikten, dem Bundesgesetz vom 20. Juni 2014 über den Schutz der Kulturgüter bei bewaffneten Konflikten sowie der Verordnung vom 29. Oktober 2014 über den Schutz der Kulturgüter bei bewaffneten Konflikten unter Schutz stehen.
Objekte der Kategorien A und B sind vollständig in der Liste enthalten, Objekte der Kategorie C fehlen zurzeit (Stand: 1. Januar 2023).

## Kulturgüter
| Foto |                                                                                                | Objekt                                                             | Kat. | Typ | Standort                                 | Beschreibung |
| ---- | ---------------------------------------------------------------------------------------------- | ------------------------------------------------------------------ | ---- | --- | ---------------------------------------- | ------------ |
| BW   | Datei hochladen · Wikidata zu Erdbeereinschlag, eisenzeitliche Grabhügelgruppe (Q13520997)     | Erdbeereinschlag, eisenzeitliche Grabhügelgruppe KGS-Nr.: 04748    | A    | G   | 615280 / 227800                          |              |
| BW   | Datei hochladen · Wikidata zu Schlösschen Von Vigier (Q13530098)                               | Schlösschen Von Vigier mit Pförtnerhaus und Park KGS-Nr.: 04749    | B    | G   | Schlössliweg 2, 2a 613741 / 227806       |              |
| BW   | Datei hochladen · Wikidata zu Hochstudhaus mit Speicher (Q13530096)                            | Hochstudhaus mit Speicher KGS-Nr.: 11241                           | B    | G   | Deitingenstrasse 41, 41a 613479 / 227928 |              |
| BW   | Datei hochladen · Wikidata zu Hochstudhaus (Q13530080)                                         | Hochstudhaus KGS-Nr.: 11242                                        | B    | G   | Deitingenstrasse 33 613503 / 227835      |              |
| BW   | Datei hochladen · Wikidata zu Hochstudhaus (Q13530081)                                         | Hochstudhaus KGS-Nr.: 11243                                        | B    | G   | Deitingenstrasse 27 613522 / 227787      |              |
| BW   | Datei hochladen · Wikidata zu Pfaffenweiher, Grabhügel unbekannter Zeitstellung (Q115218508)   | Pfaffenweiher, Grabhügel unbekannter Zeitstellung KGS-Nr.: 13008   | B    | F   | 614930 / 228700                          |              |
| BW   | Datei hochladen · Wikidata zu Lustschlösschen Lindenbaum (reformiertes Pfarrhaus) (Q115218991) | Lustschlösschen Lindenbaum (reformiertes Pfarrhaus) KGS-Nr.: 17053 | B    | G   | Summerhusweg 5 613723 / 227674           |              |